# Троїцький собор (Оулу)
Троїцький собор (Оулу) (фін. Pyhän Kolminaisuuden katedraali) —  православний храм у місті Оулу у Фінляндії, кафедральний собор Оулуської митрополії Фінляндського архієпископства Константинопольського Патріархату.

## Історія
Церква Святої Трійці в Оулу була побудована влітку 1957 року. Церква була побудована за проєктом окружного архітектора Мікко Хухтала і побудована з неоштукатуреної цегли. Храм був освячений єпископом Олександром у 1958 році. Прямокутний храм має традиційні розміри. Центральна частина, церковна зала, має вищий двосхилий дах, ніж вівтарне приміщення на сході та простір між церковною залою та дзвіницею. Вежа — це масивна восьмигранна бетонна будівля, вона також є входом до церкви. На вежі шість церковних дзвонів. Вівтарну фреску виконав відомий фінський іконописець японського походження Петрос Сасакі.
Новостворена православна єпархія Оулу почала свою діяльність на початку 1980 року. Таким чином церква стала кафедральним собором єпархії під назвою Свято-Троїцький собор. У 21 столітті церква була ґрунтовно відремонтована та перебудована. Тоді церква отримала новий іконостас з новими іконами. Попередній іконостас, який походить з церкви в Еглаярві, був розміщений в музеї православної церкви в Куопіо. Більшість ікон в новому іконостасі та в церкві написані іконописцями в Оулу.
З 1998 по 2008 роки храмовий комплекс був капітально реконструйований.
11 січня 2015 року в соборі відбулася єпископська хіротонія четвертого в історії голови митрополії — Елії (Валґрена).